# Соймиці
Соймиці (рос. Соймицы) — село в Палехському районі Івановської області Російської Федерації.
Населення становить 189 осіб. Входить до складу муніципального утворення Пановське сільське поселення.

## Історія
Від 2005 року входить до складу муніципального утворення Пановське сільське поселення.

## Населення
| 1859 | 1905 | 2010 |
| ---- | ---- | ---- |
| 191  | ↗199 | ↘189 |